# AV Austria Innsbruck
Die Akademische Verbindung Austria Innsbruck (Abkürzung: AIn) ist eine katholische, farbentragende, nichtschlagende Studentenverbindung im ÖCV. Sie wurde 1864 gegründet und ist somit die älteste Verbindung dieses Verbandes.

## Gründung und erste Jahre
Die Verbindung wurde ursprünglich am 3. März 1864. von den Studenten Franz Xaver Schedle, Johann Liberat Wolf, Johann Heinz und dem Theologen Engelbert Cossen unter dem Namen Alemannia gegründet. Bereits bei der Alemannia waren die heutigen Farben und der Wahlspruch vorhanden. Da verschiedene Gründe gegen den Abschluss eines Cartellverhältnisses mit der Aenania München sprachen, löste sich die Alemannia bereits am 7. Juni auf und wenige Tage später, am 9. Juni, wurde die Austria gegründet. Am 24. Juni 1864 wurde schließlich ein offizielles Cartellverhältnis mit Aenania München eingegangen. Im November 1864 und im Juli 1865 wurden auch Cartellverhältnisse mit Winfridia Breslau bzw. Guestfalia Tübingen beschlossen. Zu regelmäßigen Treffen dieser Verbindungen kam es im Rahmen der Katholikentage.
Austria gilt seitdem als die vierte Verbindung, die 1864 dem damals noch Deutschland, Österreich und das heutige Tschechien umfassenden Cartellverband (CV) beitrat. Die Anfangsjahre waren von der liberalen und kirchenfeindlichen Denkweise vieler Professoren und Studenten an der Universität, speziell der schlagenden Corps, und den daraus resultierenden Anfeindungen bis hin zu tätlichen Übergriffen geprägt (siehe Kulturauseinandersetzungen in Österreich). Die bestehende Corps stießen sich vor allem an der Ablehnung der Mensur, was zu vielen Provokationen und Ehrenbeleidigungen führte.
Trotz unterschiedlicher Wertvorstellungen traten im Kriegsjahr 1866 (Deutscher Krieg) die beiden Innsbrucker Corps (Rhaetia Innsbruck und Athesia Innsbruck) mit der Idee heran, eine gemeinsame akademische Legion zu gründen, um das Vaterland Österreich zu unterstützen. Bei dieser akademischen Legion bildete Austria schlussendlich den III. Zug. Die Legion wurde zunächst mit der Aufgabe betraut, Judikarien zu sichern, um später an die Front bei Trient verlegt zu werden. Kurz darauf wurde der Waffenstillstand verkündet. Die Fahne der akademischen Legion befindet sich heute vor der Aula der Universität Innsbruck.
Nach dem Krieg kam es im Wintersemester 1868/69 zu einem gefährlichen Einbruch bei den Mitgliederzahlen. Die Aktivitas der Verbindung umfasste nur noch wenige Burschen. Durch die Bemühungen des Austriers Josef Hirn, späterer Professor für Geschichte an der Universität Innsbruck und Mitglied des Tiroler Landtags, konnte eine Sistierung der Verbindung abgewendet werden und bereits im Jahr 1870 war Austria die zahlenmäßig stärkste Verbindung in Innsbruck. In den darauffolgenden Jahren fanden einige prominente Mitglieder zur Austria. Unter anderem waren dies der Lyriker August Lieber, der vaterländische Dichter Karl Domanig und der spätere Kardinal Franz von Bettinger.
Im Februar 1871 wurde die erste Fahne der Verbindung geweiht. Außerdem wurde auf Anregung von Karl Domanig im Jahr 1872 ein Corpsbild angeschafft, welches vom Maler Franz Plattner, späteres Ehrenmitglied der Austria, geschaffen wurde und den Titel „Allegorie der Austria“ trägt.
Im Rahmen des zehnten Stiftungsfestes, welches damals bereits im Sommer 1873 – nicht wie zu vermuten wäre im Sommer 1874 – gefeiert wurde, führte die Austria die neue Auszeichnung Doctor cerevisiae ein. Die dazugehörigen Regelungen und Vorschriften (constitutio de doctoratu) wurden von Karl Domanig verfasst. Dem Austrier Roman von Ramponij wurde dieser Titel als erstem verliehen. Ramponij verlor wegen Duellverweigerung seinen Offiziersgrad, was zur damaligen Zeit kein Einzelfall war. Beispielsweise wurde auch dem Austrier Josef Hintner, späterer Gründer der Carolina Graz, wegen der Ablehnung eines Duells mit einem schlagenden Verbindungsstudenten unehrenhaft aus der kaiserlichen Armee entlassen. Erst 1917 verbot Kaiser Karl endgültig den Zweikampf in seiner Armee.

## Der Beginn des 20. Jahrhunderts

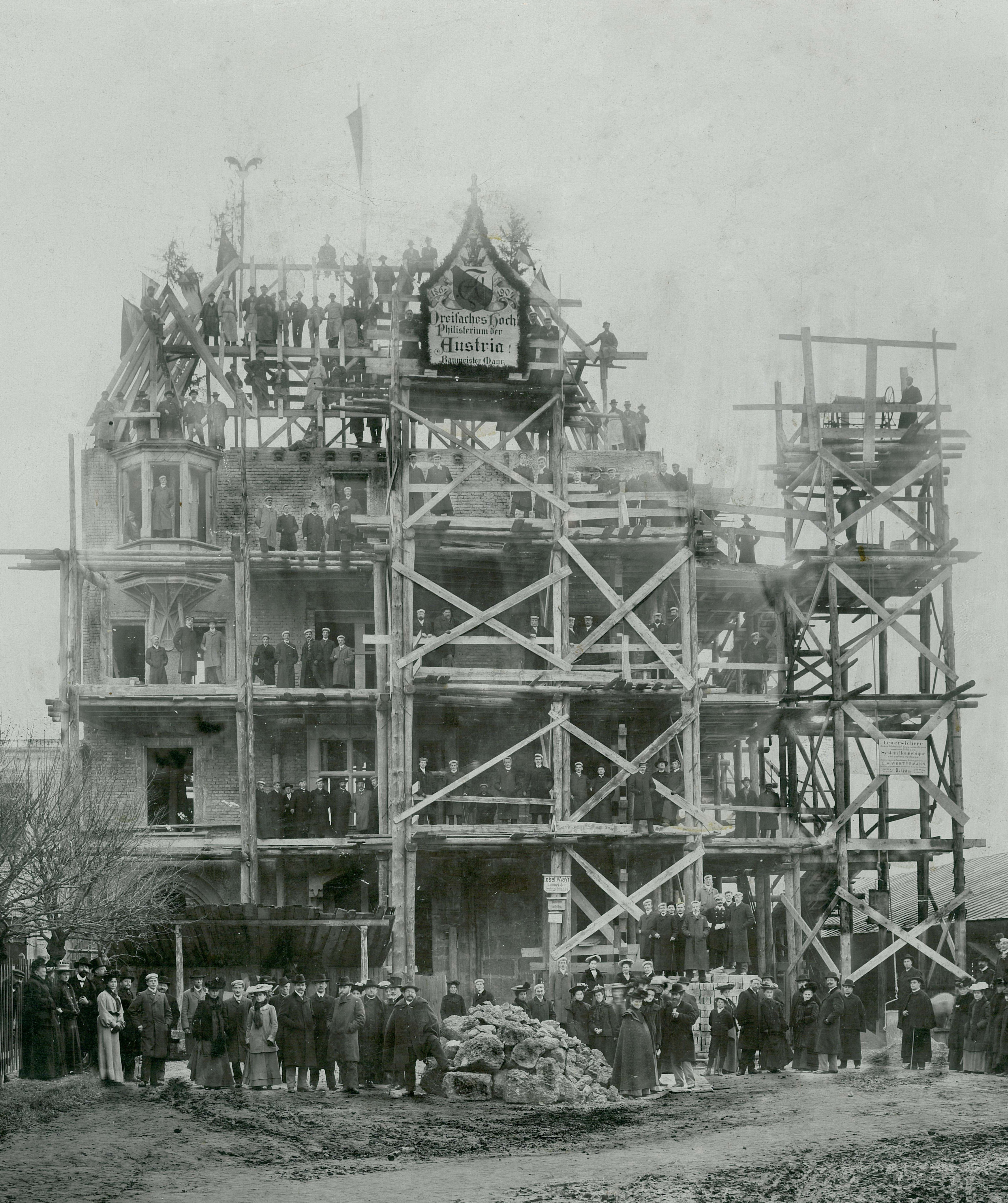
Firstfeier am 12. November 1903

Seit der Gründung diente der Gasthof „Breinößl“ in der Maria-Theresien-Straße der Austria als Verbindungslokal. Nachdem dieser im Jahre 1896 umgebaut wurde, musste die Verbindung mehrmals ihr Verbindungslokal in verschiedene Innsbrucker Gasthäuser verlegen, was den Wunsch nach einem eigenen Heim entflammte. Im Jahr 1902 wurde schließlich ein offizielles Komitee für den Hausbau eingesetzt. Nach langer Suche erwarb die Verbindung schließlich den Baugrund „Am Prügelbau 3“ am Innufer, in der Nähe des zukünftigen Standorts der neuen Universität. Heute trägt die Straße den Namen „Josef-Hirn-Straße“ und ist nach dem Historiker und Mitglied der Austria, Josef Hirn, benannt. Mit den Bauarbeiten wurde am 6. Juli 1903 begonnen, die Fristfeier wurde schon am 12. November desselben Jahres durchgeführt. Die offizielle Einweihung fand im Rahmen des 40. Stiftungsfestes am 24. Mai 1904 statt, wobei sich die Feierlichkeiten vom 23. bis zum 26. Mai 1904 erstreckten. Allein beim Festzug durch die Stadt Innsbruck waren unter anderem rund 80 Wagen mit Fanfarenbläsern sowie mehr als zwei Dutzend berittene Chargierte in studentischer Festtracht beteiligt. 1907 stiftete Erzherzog Eugen ein Porträt von Kaiser Franz Josef für den Festsaal des Austriahauses, welches sich heute noch dort befindet. Im Jahr 1912 wurden die Gaslampen am Haus entfernt und elektrische Leitungen verlegt.

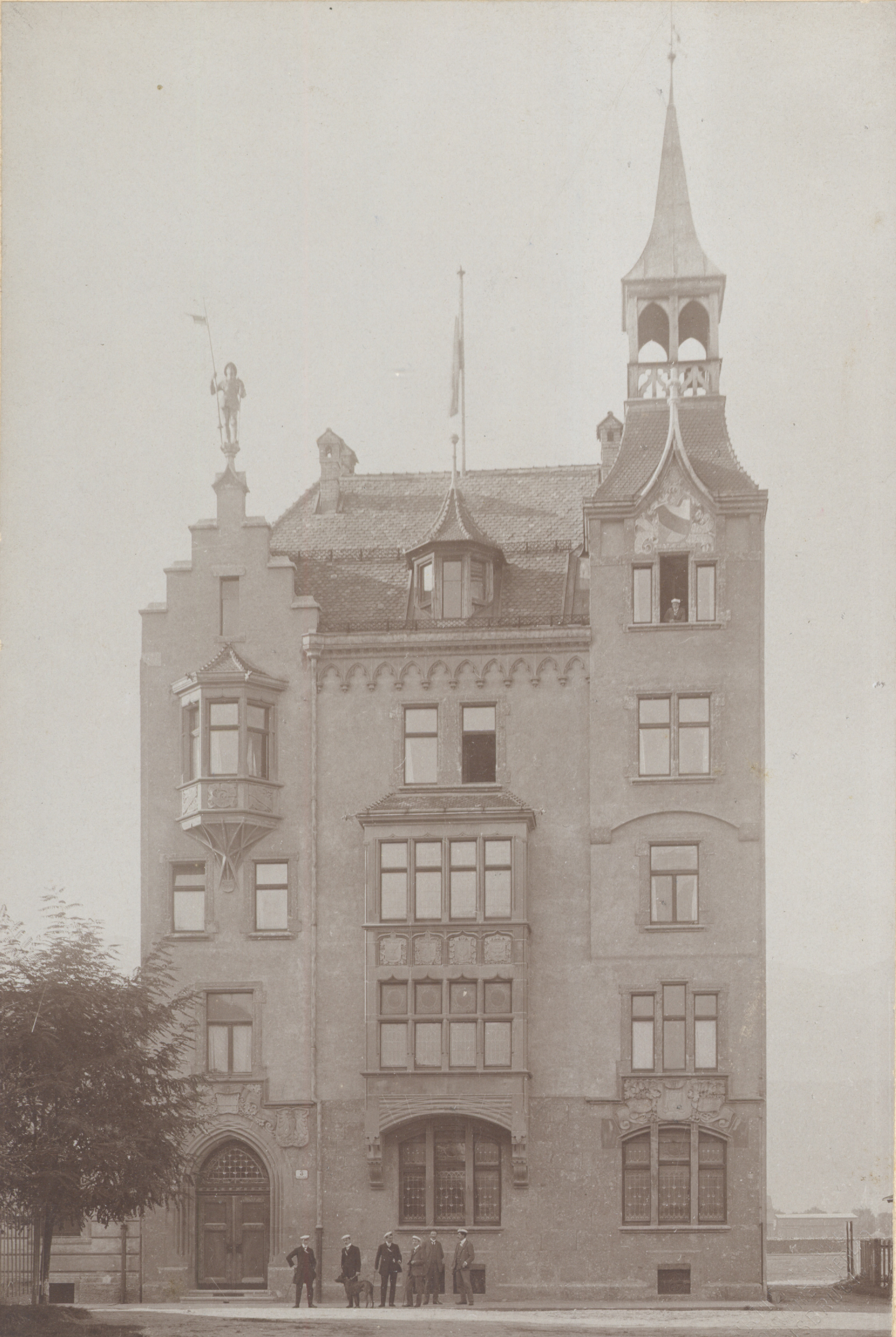
Das Austriahaus im Wintersemester 1908

Mit Ausbruch des Ersten Weltkrieges stellte das Philisterium das Austriahaus dem Roten Kreuz unentgeltlich als Verwundetenspital zur Verfügung und war fortan unter dem Namen „K.u.k. Reservespital Abt. I.“ bekannt, wobei der Chefarzt des Spitals selbst Austrier war. Zahlreiche Mitglieder der Verbindung wurden einberufen, der Großteil zu den Tiroler Kaiserjägern oder den Tiroler Landesschützen. Der Krieg kostete 40 Austriern das Leben und machte eine Neudefinition des Begriffes Patria als Republik notwendig. Zu Ehren der gefallenen Bundesbrüder wurde eine Kapelle im Erdgeschoss des Verbindungshauses errichtet. Der Entwurf dazu stammte vom Architekten Clemens Holzmeister, das Wandgemälde wurde vom Kunstmaler Philipp Schumacher (beides Mitglieder der Austria) angefertigt.

## Die Zwischenkriegszeit
Nach dem Krieg engagierten sich zahlreiche Austrier beim politischen Aufbau des neuen Österreich. Bei den Wahlen zur konstituierenden Nationalversammlung kandidierten unter anderem Franz Stumpf, Adolf Hörhager, Michael Mayr und Eduard Reut-Nicolussi. Der Tiroler Landesversammlung gehörten Richard Steidle, Robert Kleissl, Alois Maneschg und Franz Schumacher an.
Die Zwischenkriegszeit war für die Austria anfangs eine harte Bewährungsprobe, allein schon was die Renovierung des Hauses nach dem Ersten Weltkrieg, aufgrund der Nutzung als Lazarett, anbelangte. Doch bereits 1927 hatten die Aufnahmegesuche, auch vieler deutscher Studenten, solche Ausmaße erreicht, dass eine Tochterverbindung, die KAV Rheno-Danubia Innsbruck, gegründet werden konnte.
Die Machtergreifung der NSDAP in Deutschland im Jahre 1933 führte bald darauf zur „Gleichschaltung“ des CV und zur Abspaltung des Österreichischen Cartellverbandes (ÖCV), da die in Österreich ansässigen CV-Verbindungen das geforderte „Loyalitätsbekenntnis zum Großdeutschen Reich im nationalsozialistischen Sinn“ nicht leisten wollten und auch den Eintritt in die „Deutsche Studentenschaft“ ablehnten. In diesen innenpolitisch turbulenten Jahren, als die nationalsozialistische Ideologie auch in Österreich Wurzeln zu schlagen begann, bekannte sich die Verbindung klar zur politischen Führung des Ständestaates.

## Der Zweite Weltkrieg und die Nachkriegszeit
Wenige Stunden nach der berühmten Radioansprache des österreichischen Bundeskanzlers Kurt Schuschnigg (selbst Austrier) am 11. März 1938, drangen in der Nacht bewaffnete Nationalsozialisten unter Beteiligung von Mitgliedern der Burschenschaft Suevia in das Austriahaus ein. Das Verbindungshaus wurde besetzt und die Austria enteignet sowie alle Konten eingefroren. Mit dem Einmarsch der deutschen Truppen am 12. März 1938 wurde die Verbindung verboten. Viele Austrier verloren ihre berufliche Positionen, sieben Mitglieder wurden in Konzentrationslager eingesperrt, zwanzig inhaftiert. Drei fanden ihren Tod im KZ, zwei weitere wurden wegen ihrer Überzeugung „im Feld“ standrechtlich erschossen, einer als Widerstandskämpfer umgebracht. Insgesamt kehrten 31 Bundesbrüder nicht von der Front zurück.
In den letzten Kriegstagen schlossen sich einige Austrier dem Widerstand unter dem späteren Landeshauptmann, Karl Gruber, an. Unter seiner Leitung, gelang es der Tiroler Widerstandsbewegung Innsbruck als einzige Stadt Nazi-Deutschlands bereits vor dem Einmarsch der alliierten Truppen von der NS-Herrschaft zu befreien. Bei einem Schusswechsel mit einer SS-Einheit, erlitt der Senior der Austria, Rolf Winkler, einen doppelten Lungendurchschuss und überlebte schwer verletzt.
Auch während der Kriegsjahre wurde der Verbindungsbetrieb der Austria aufrechterhalten und es fanden unter größter Gefahr geheime Veranstaltungen in Privatwohnungen statt. Auch Aufnahmen von neuen Mitgliedern wurden durchgeführt und so lebte der normale Verbindungsalltag schon im Wintersemester 1945/46 wieder auf. Die Aktivitas der Austria umfasste bald schon wieder über 70 Mitglieder. Die Inneneinrichtung des Verbindungshauses wurde während der Kriegsjahre komplett zerstört und es mussten umfassende Renovierungsarbeiten geleistet werden. Im Sommer 1946 konnte schließlich nach sieben langen Jahren wieder das erste offizielle Stiftungsfest gefeiert werden.
Das Jahr 1964 stand ganz im Zeichen des 100. Stiftungsfestes der Austria. Altbundeskanzler Kurt Schuschnigg hielt im Rahmen des Festaktes am Austriahaus eine brillante Rede anlässlich des 100-jährigen Bestehens der Verbindung. Herbert Batliner richtete im Zuge des Jubiläums 1964 eine eigene Stiftung ein, welche es den jungen Mitgliedern ermöglichen sollte, Aus- und Fortbildungen wahrzunehmen.
Der Geist der 68er-Bewegung und das Zweite Vatikanische Konzil, führten besonders in den Reihen der Aktivitas zum Wunsch nach Veränderung. Eines der drängendsten Probleme war dabei, ob Frauen und Protestanten der Beitritt zur Verbindung gestattet werden solle. Nach jahrelangen internen Diskussionen und Streitereien, wurde schließlich im Jahr 1971 die Gründung des „Vereins der Freunde der A.V. Austria“ beschlossen. In diesen Verein konnten männlichen Studenten anderer christlicher Religionen als Mitglieder beitreten und auch in gewisser Weise am Verbindungsleben teilnehmen. 1972 gehörte dem Verein jedoch lediglich eine Person an. Ab 1977 stand der Verein auch Frauen offen. Im Wintersemester 1983/84 wurde er schließlich aufgrund interner Spannungen aufgelöst.

## Couleur und Insignien

### Couleur
Von den ersten Tagen an trugen die Mitglieder die Farben weiß-rot-gold. Die Symbolik dieser Farben ist aber nach wie vor umstritten. Eine verbreitete Interpretationsmöglichkeit ist: weiß-rot stellen die Landesfarben von Tirol dar, während weiß-gold die Farben der katholischen Kirche sind.

### Wahlspruch
Als Wahlspruch wählte man im Jahre 1864 in veritate libertas (In der Wahrheit liegt die Freiheit), in Anlehnung an das Johannesevangelium (Joh 8,32).

### Couleurbild
Im Jahr 1872 wurde auf Initiative des Austriers Karl Domanig ein Ölgemälde beim Historienmaler Franz Plattner in Auftrag gegeben. Dieses trägt den Titel „Allegorie der Austria“ und stellt eine Personifikation der Verbindung dar. Es befindet sich in den Räumlichkeiten des Verbindungshauses der Austria.

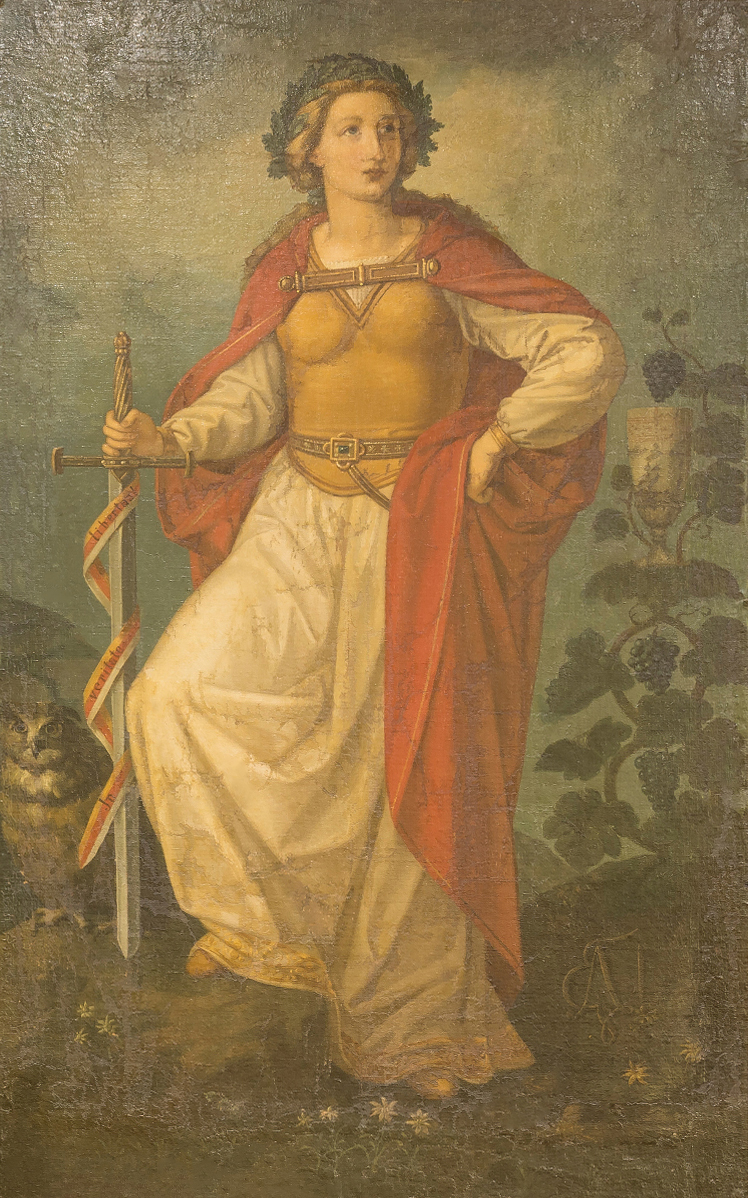
„Allegorie der Austria“ von Franz Plattner (1872).

### Couleurkarten

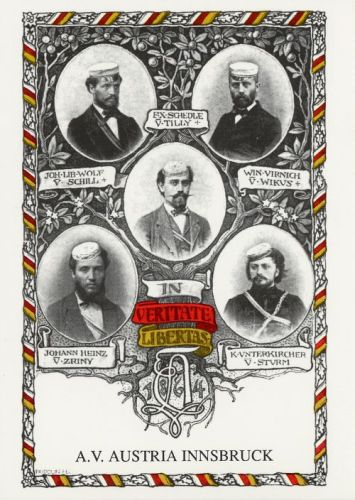
Gründer der AV Austria

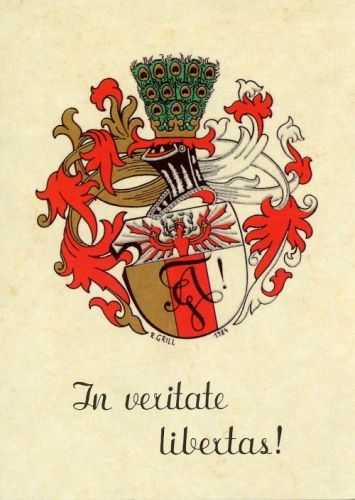
Wappen der AV Austria

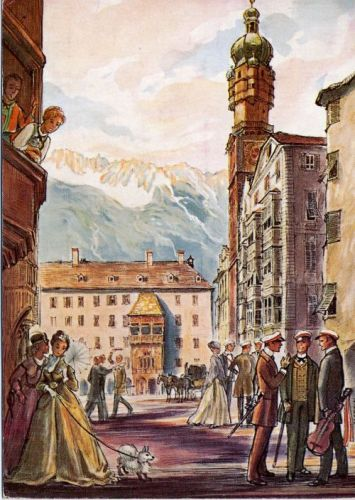
Couleurkarte mit Goldenem Dachl

## Bekannte Mitglieder
- Herbert Batliner, bedeutender Kunstsammler und liechtensteinischer Rechtsanwalt, Bandphilister
- Rudolf Beirer, Landesrat von Niederösterreich
- Franziskus von Bettinger, Erzbischof des Erzbistums München und Freising (1909–1917)[10]
- Magnus Brunner, österreichischer Politiker, Staatssekretär im Bundesministerium für Klimaschutz, Umwelt, Energie, Mobilität, Innovation und Technologie (2020–2021), Finanzminister (2021–2024), Kommissar für Inneres und Migration der Europäischen Union (seit 1. Dezember 2024)
- Carl Domanig, Tiroler Heimatdichter[9]
- Alfred Ebenhoch, Landeshauptmann von Oberösterreich (1895–1907)[26]
- Otto Ender, österreichischer Bundeskanzler (1930–1931) und Landeshauptmann von Vorarlberg (1918–1930, 1931–1934)[27]
- Karl Erckert, Landeshauptmann von Südtirol (1952–1955)[28]
- August Feigel (1880–1966), Kunsthistoriker und Museumsdirektor
- Josef Feurstein, österreichischer Politiker (1887–1973)
- Leopold Figl, österreichischer Bundeskanzler (1945–1953), Außenminister (1953–1959) und Nationalratspräsident (1959–1962)
- Ernst Fischer (1891–1978), Kaufmann und Politiker
- Siegfried Gasser, Präsident des Vorarlberger Landtags (1994–1999) und Bürgermeister von Bregenz (1990–1998)
- Arno Gasteiger, Landeshauptmann-Stellvertreter von Salzburg (1989–2000)
- Franz Xaver Glasschröder, bayerischer Historiker und Archivar
- Heinrich Gleißner, Landeshauptmann von Oberösterreich (1945–1971)
- Wolfgang Großruck, Nationalratsabgeordneter
- Franz Grass (1914–1993), Mediziner, Rechtshistoriker, Kirchenrechtler
- Wilfried Haslauer senior, Landeshauptmann von Salzburg (1977–1989)
- Otto Hittmair, ehemaliger Rektor der Technischen Universität Wien (rec. 1945)
- Theodor Freiherr von Kathrein, Landeshauptmann von Tirol (1904–1916)
- Josef Klaus, österreichischer Bundeskanzler (1964–1970) und Finanzminister (1961–1963), Landeshauptmann von Salzburg (1949–1961)
- Erich Kneußl (1884–1968), österreichischer Politiker der Christlichsozialen Partei
- Ernst Kolb, österreichischer Minister für Handel und Wiederaufbau (1948–1952) und Unterricht (1952–1954)
- Franz Josef II. von Liechtenstein, Fürst von Liechtenstein (1938–1989)
- Alois Lugger, Bürgermeister von Innsbruck (1956–1983), Landtagspräsident (1965–1979) und Landesrat (1947–1949, 1953–1954)
- Hans Malfatti (Johann Baptist Malfatti; 1864–1945), Mediziner, Hochschullehrer, Tiroler Landtagsabgeordneter
- Ludwig Mooslechner, Arzt und Widerstandskämpfer gegen den Nationalsozialismus
- Hanns Neubauer, Wirtschaftsminister von Rheinland-Pfalz (1967–1971), Bandphilister
- Romuald Niescher, Bürgermeister von Innsbruck (1983–1994)
- Edwin Oberhauser, österreichischer Denkmalschützer (1926–2019)
- Friedrich Öhlinger (1878–1957), Abgeordneter der tschechoslowakischen Nationalversammlung
- Julius Raab, österreichischer Bundeskanzler (1953–1961)
- Johannes Rauch, österreichischer Politiker (ÖVP)[29]
- Franz Rehrl, Landeshauptmann von Salzburg (1922–1938)
- Eduard Reut-Nicolussi, Völkerrechtler und Politiker
- Ekkart Sauser, Kirchenhistoriker
- Ludwig Schmitz (1845–1917), Mitglied des Preußischen Abgeordnetenhauses, Landgerichtspräsident, Geheimer Oberjustizrat
- Josef Schumacher, Landeshauptmann von Tirol (1935–1938)
- Joseph Schumacher, Theologe
- Philipp Schumacher (1866–1940), Maler
- Kurt Schuschnigg, Bundeskanzler zur Zeit des Ständestaates (1934–1938) und Führer der Vaterländische Front
- Richard Steidle, Bundesführer der Heimwehr und Politiker
- Ludwig Steiner, Diplomat und Politiker (ÖVP)
- Franz Stumpf, Landeshauptmann von Tirol (1921–1935)
- Otto Tiefenbrunner, Rechtsanwalt und Widerstandskämpfer
- Karl Tizian, Präsident des Vorarlberger Landtags (1964–1974) und Bürgermeister von Bregenz (1950–1970)
- Florian Tursky, Staatssekretär für Digitalisierung und Breitband (2022–2024)
- Klaus Vieten, Geologe, Professor für Mineralogie und Petrologie an der Universität Bonn
- Josef Weber, Landesminister von Nordrhein-Westfalen (1950–1954)
- Erwin Wenzl, Landeshauptmann von Oberösterreich (1971–1977)
- Joseph Wilpert (1857–1944), Christlicher Archäologe, Mitglied der Pontificia Accademia Romana di Archeologia, Päpstlicher Geheimkämmerer
- Jakob Wolf, Mitglied des Tiroler Landtags (seit 2003)
- Richard Wollek, Politiker
- Anton Zeilinger, österreichischer Quantenphysiker und Nobelpreisträger
- Thomas Zimmermann, Mitglied des Bayerischen Landtags (1994–2013)

## Ehrenmitglieder
- Ludwig Karl Adamovich, Präsident des Verfassungsgerichtshofes der Republik Österreich (1984–2002)
- Anton Graf von Brandis, Landeshauptmann von Tirol (1889–1904), am 14. Juni 1892 zum Ehrenmitglied erklärt.
- Manfred Paul Dierich, deutscher Mediziner und Hygieniker
- Heinrich Drimmel, österreichischer Unterrichtsminister (1954–1964)
- Clemens Holzmeister, österreichischer Architekt
- Josef Krainer junior, Landeshauptmann der Steiermark (1981–1996)
- Helmut Mader, Präsident des Tiroler Landtags (1994–2008)
- Michael Mayr, österreichischer Bundeskanzler (1920–1921)
- Hans Bernhard Meyer, deutscher Jesuit und Liturgiewissenschaftler
- Alois Mock, österreichischer Außenminister (1987–1995) und Vizekanzler (1987–1989)
- Alois Partl, Landeshauptmann von Tirol (1987–1993)
- Anton Petzer, Mitglied der Frankfurter Nationalversammlung
- Franz Plattner, Kirchenmaler (1826–1887)[11]
- Hugo Rahner, Theologe
- Josef Ratzenböck, Landeshauptmann von Oberösterreich (1977–1995)
- August Rohling, Professor der katholischen Theologie (1839–1931)[30]
- Herwig van Staa, Landtagspräsident Tiroler Landtag, ehem. Landeshauptmann von Tirol
- Karlheinz Töchterle, Bundesminister für Wissenschaft und Forschung, ehem. Rektor der Leopold-Franzens-Universität Innsbruck (Ehrenmitglied 2012)
- Hans Tschiggfrey, Landeshauptmann von Tirol (1957–1963)